# Делейни, Патрик
Па́трик Деле́йни (англ. Pádraic Delaney, род. 6 ноября 1977, Адамстаун, Уэксфорд) — ирландский актёр. Наиболее известен по роли Тедди в фильме Кена Лоуча «Ветер, который качает вереск», за которую был номинирован на IFTA. Кроме того он сыграл роль Джорджа Болейна, шурина короля Генриха VIII в телесериале Showtime «Тюдоры».

## Ранняя жизнь и образование
Делейни родился в семье Шейлы и Майкла Делейни. У него есть три старших брата — Филип, Конор и Эмметт, и две младшие сестры — Трейси и Джемма. Он посещал среднюю школу колледжа Аббан в Адамстауне, графство Уэксфорд. Изначально он учился на инженера, но был отчислен после четырёх месяцев. Позже он поступил в Беккет-центр в Тринити-колледже, Дублин, и окончил его со степенью бакалавра в области исследований драмы и театра в 2001 году.

## Личная жизнь
Делейни проживает в Дублине, Ирландия.

## Фильмография
| Год       |     | Русское название                      | Оригинальное название           | Роль                          |
| --------- | --- | ------------------------------------- | ------------------------------- | ----------------------------- |
| 2003      | кор |                                       | An Cuainín                      | Дункан                        |
| 2005      | с   |                                       | Pure Mule                       | Морис                         |
| 2005      | с   | Клиника                               | The Clinic                      | Эндрю Маклофлин               |
| 2006      | ф   | Ветер, который качает вереск          | The Wind That Shakes the Barley | Тедди                         |
| 2006      | с   | Легенда                               | Legend                          | Фред Гоган                    |
| 2006      | кор |                                       | A Lonely Sky                    | Стэн Кёртис                   |
| 2007—2008 | с   | Тюдоры                                | The Tudors                      | Джордж Болейн, виконт Рочфорд |
| 2008      | ф   | Эдем                                  | Eden                            | Оуэн                          |
| 2009      | с   | В одиночку                            | Single-Handed                   | Майкл Кейси                   |
| 2009      | ф   | Щедрость Перрье                       | Perrier's Bounty                | Шэйми                         |
| 2010      | тф  | Когда Харви встретил Боба             | When Harvey Met Bob             | Энди Цвек                     |
| 2010—2011 | с   | Ссадина                               | Raw                             | Рэй Кронин                    |
| 2011      | ф   | Стамбул                               | Isztambul                       | Андрес                        |
| 2011      | ф   | Блэкторн                              | Blackthorn                      | Сандэнс Кид                   |
| 2012      | ф   | Что сделал Ричард                     | What Richard Did                | Пэт Килрой                    |
| 2013      | ф   | Поцелуй мамочку на ночь               | Dark Touch                      | Лукас Галин                   |
| 2013      | тф  | Осада 1922                            | The Siege 1922                  | Патрик О’Коннор               |
| 2015      | ф   | Человек, который познал бесконечность | The Man Who Knew Infinity       | Беглан                        |
| 2017      | с   | Падение Ордена                        | Knightfall                      | Гавейн                        |
| 2017      | ф   | Свидетель                             | The Witness                     | Винс Харрингтон               |